# Hockey Club Morzine-Avoriaz
Le Hockey Club Morzine-Avoriaz (HCMA) ou les Pingouins de Morzine-Avoriaz est un club français de hockey sur glace. Les Pingouins sont présidés par Thierry Coffy.
Le club fusionne avec le Chamonix Hockey Club pour la saison 2016-2017 formant le Chamonix-Morzine Hockey Club. Après une année et un échec sportif, le club de Morzine quitte la fusion et reprend son nom d'origine.

## Historique
Même si l'histoire du hockey dans la Haute-Savoie date de 1930, date des premières patinoires, l'idée de créer un club dans la ville de Morzine est née en novembre 1963.
Willy Trolliet est le premier entraîneur-joueur salarié du club en 1966. D'origine suisse, il fait venir dans l'équipe un grand nombre de joueurs de son pays et organise des matchs entre sa formation et des équipes suisses. Dix ans plus tard, la ville de Morzine inaugure la Patinoire de Morzine et dans le même temps Trolliet inculque aux plus jeunes joueurs de la ville une mentalité de rigueur. En 1979, la première, et dernière, équipe féminine de la ville participe au championnat de France.
En 1982, le club remporte le titre de champion de France des benjamins.
En 1986, l'équipe senior finit pour la troisième année consécutive dans les premières places du championnat de nationale 3. Ils parviennent enfin à se hisser en nationale 2. L'année suivante, les premiers groupes de supporters se créent. Quatre ans plus tard, les pingouins sont champions de France de nationale 2 et parviennent à la nationale 1. L'équipe ne restera qu'une saison en N1 avant de redescendre en N2 pour une nouvelle saison. Dans le même temps, la ligue nationale professionnelle de France s'écroule et au lieu d'accéder à la nationale 1 classique, c'est-à-dire la seconde meilleure division en France, l'équipe accède à une nouvelle Nationale 1 qui regroupe les seize meilleures équipe de France (l'équivalent de la Ligue Magnus actuelle).
L'écart entre les équipes est telle que les pingouins ne parviennent pas à résister aux attaques adverses et ils subissent leur pire revers sur le score de 20 buts à 1 contre Rouen. À la fin de la saison 1993-94, l'équipe retourne jouer en division 2.
En division 2, l'équipe réalise encore une fois des bonnes saisons avec un second titre en 1996 mais des soucis financiers viennent ruiner les efforts des joueurs sur la glace et Morzine aborde la saison 1997-1998 en troisième division. En 2000, le club joue de nouveau en division 2 et finit vice-champion de France. En 2003-04, pour l'anniversaire des quarante ans du club, Morzine aligne pour la troisième fois de son histoire deux équipes seniors en championnat de France (une en division 1 et une autre en division 3).
Au début des années 2000, l'équipe dirigeante connaît un renouveau et Jérôme Baud se voit octroyer le poste de manager général. Composé d'une équipe de bénévole dévoué, le club commence à gravir les échelons, et composé d'un savant mélange de joueurs du crû et d'anciens joueurs confirmés (S. Gros, E. Lebey, A. Boisson), le club recrute aussi des imports de bons niveau (Lindgren, Maltais, Alnered, Backo) qui permet au club d’accéder à la première division, et de s'y maintenir.
Lors de l'édition 2003-2004, bien que ne faisant pas partie des favoris, les pingouins terminent la phase finale invaincus et accède ainsi à la Ligue Magnus. La surprise est totale mais les dirigeants relèvent le défi sportif et économique pour bien figurer en élite.
Lors de la saison 2004-2005, le promu Morzinois opère un recrutement ambitieux, bien aidé par la filière scandinave, et voit ainsi débarquer des joueurs tels que Johan Forsander (capitaine des juniors Suédois), Santeri Immonen, Tony Bergin, et fait venir Brad Ference, joueur des coyotes de Phoenix (NHL), pour renforcer sa défense. Comptant aussi dans ses rangs Alain Boisson, Eric Lebey ou encore Anthony Richard, le club entend déjouer les pronostics qui l'envoie directement dans les bas-fonds du classement.
Finalement, l'équipe termine 6e de la saison régulière et s'incline en quart de finale face à Grenoble, au terme d'une série éprouvante pour le club de l’Isère
En 2005-2006, les dirigeants ont de l'ambition et font savoir qu'ils visent les demi-finales du championnat. Le manager Jérôme Baud et l’entraîneur Stéphane Gros recrutent beaucoup, peinant toutefois à attirer des joueurs Français de premier plan. L'effectif est tout de même important et le HCMA apparaît sur le papier comme un outsider plausible lors de la saison qui s'annonce. Hélas, la forte pression, conjugué à des aléas sportifs (blessures, mauvaise ambiance.), ne permettent pas d'atteindre les objectifs et le club, marqué par la démissions du vice-président, se fait éliminer au premier tour des séries par Épinal, après une sixième place lors de la saison régulière.

### Vice-champion de France 2007
Attaquants
- Pierre-Yves Albert, Marc Billieras (A),  Evan Cheverie,  Pierre-Claude Drouin, Eric Dupieux, Loïc Gaydon, Thomas Gueguen,  Niko Halttunen,  Arto Miettinen,  Leos Pipa, Cyril Trabichet,  Dan Welch,  Jonathan Zwikel (A)

Défenseurs
- Tony Bergin (C), Christian Elian,  Santeri Immonen, Mathieu Mille,  Johan Olsson, Nicolas Pousset

Gardiens
- Olivier Courally,  Stevie Lyle

Entraîneur
- Stéphane Gros

En 2006-2007, les dirigeants ne renoncent pas à certaines ambitions, mais le club fait désormais montre de plus de réserves sur ses ambitions. Le recrutement est encore une fois étonnant et marqué par l'arrivée du portier international britannique Stevie Lyle, de l'international français Jonathan Zwikel, de Nicolas Pousset, et surtout de trois joueurs nord-américains qui formeront une première ligne d'attaque de feu : Evan Cheverie, Dan Welch et le charismatique Pierre-Claude Drouin. Des joueurs comme Christian Elian, Mathieu Mille, Cyril Trabichet, Santeri Immonen et Tony Bergin complètent l'effectif. Les automatismes prennent dès le début de saison, les joueurs assurent un jeu spectaculaire et efficace, notamment en assurant plusieurs renversement de situation durant les matchs. Si la coupe de France s'achève prématurément pour le HCMA le club finit à la première place de la saison régulière de la Ligue Magnus après une saison en tout point réussi. Lors des séries éliminatoires, après avoir affronter les Ours de Villard-de-Lans en quatre matchs (3-1) et les Dragons de Rouen en quatre matchs (3-1), ils parviennent en finale contre les Brûleurs de loups de Grenoble mais perdent en quatre matchs (1-3). Cette saison reste la plus aboutie pour les Pingouins.
En 2008, 2009 et 2010, le club s'incline dès les 1/4 de finale.
En 2008-2009, le club attire plusieurs internationaux français et tente le 100% tricolore. l'expérience tourne court, et les dirigeants avouent en fin de saison qu'ils ne veulent pas poursuivre l'expérience, au terme d'une saison terne sur le plan sportif. L’entraîneur Stéphane Gros part pour les Chamois de Chamonix et Santeri Immonen est annoncé en tant qu’entraîneur-joueur pour l'exercice suivant.

### Finaliste Coupe de la Ligue 2012
Lors de la saison 2011-2012, les dirigeants ambitionnent de jouer les premiers rôles et effectuent un recrutement en conséquence, avec en fer de lance les anciens joueurs de NHL Brad Smith et Yan Golubovsky. Malgré une finale perdue en coupe de la ligue face à Briançon, le club connaît une déception sportive après l'élimination au premier tour des playoffs face aux Rapaces de Gap. L’entraîneur Santeri Immonen n'est pas reconduit.
En 2012-2013, Tommie Hartogs est nommé entraîneur, et après une saison correcte, le club s'incline en quart de finale face à Rouen.
En août 2013, le HCMA devient le HCMAG pour Hockey Club Morzine-Avoriaz-Les Gets.
Le 13 avril 2016, le club annonce le rapprochement avec le Chamonix Hockey Club afin de fusionner dans un nouveau club haut-savoyard d'élite de hockey, le Chamonix-Morzine Hockey Club, pour la saison 2016-2017. Cependant, le rapprochement ne dure qu'une saison et Morzine quitte la formation durant l'été 2017 pour redevenir le HCMA.
Après avoir postulé en vain pour une place en seconde division, le club est reversé en D3, échelon le plus bas. Les dirigeants ambitionnent donc la remontée immédiate et nomment Alain Boisson à la tête de l'équipe. L'équipe se compose d'anciens joueurs locaux, de jeunes joueurs du HC74 et de quelques étrangers. Invaincu en championnat, et auteurs d'un parcours remarqué en coupe de France - élimination du futur champion de D2 Chambéry, le club s'incline face à Chamonix (Ligue Magnus) après avoir ouvert le score et tenu un score de parité plus de la moitié du match - le club réalise des playoffs parfait et remporte le titre de champion de France de D3.
Lors de la saison 2018-2019, le club évolue en D2.
Le palais des sports de Morzine-Avoriaz est renommé en 2012 Škoda Arena au terme d'un accord de naming entre la marque de voiture qui est un des sponsors historique du hockey mondial, le club et la municipalité. La capacité est de 1500 places. L'affluence est habituellement faible ou moyenne durant l'automne, et très forte durant l'hiver, la fréquentation de la station par les touristes dopant les ventes de billets.

## Logo et origine du nom
Le club de hockey de Morzine possède comme logo le même animal que tous les autres clubs de sport de la ville. L'animal sur le logo est en réalité un manchot, mais la confusion avec le pingouin, oiseau volant, est très courante en français. L'origine du logo vient d'une anecdote entre Jean-Jacques Mesnard, premier entraîneur à temps complet du Ski Club de Morzine, et François Baud. Ce dernier participant aux championnats du monde de ski alpin 1950 à Aspen (États-Unis) se voit confier une mascotte personnelle sous la forme d'un petit manchot d'une dizaine de centimètres. Dès son retour, l'animal allait devenir progressivement la mascotte des différentes associations sportives de Morzine.

Anciens logos
Logo de 2011 à 2013
Logo de 2013 à 2017

## Palmarès

### Coupe Magnus
Le détail des finales jouées est présenté dans le tableau ci-dessous :
| Saison    | Adversaire                    | Résultat                                                                                       | Vainqueur                     | Commentaire                        |
| --------- | ----------------------------- | ---------------------------------------------------------------------------------------------- | ----------------------------- | ---------------------------------- |
| 2006-2007 | Brûleurs de loups de Grenoble | Défaite à Morzine 1-7 Victoire à Morzine 5-4 (P) Défaite à Grenoble 3-3 Défaite à Grenoble 4-5 | Brûleurs de loups de Grenoble | Finale au meilleur des cinq matchs |

‌

### Compétitions nationales
- Division 1 : 2004
- Division 2 : 1991, 1996, 2022
- Division 3 : 2018

## Prix et récompenses de la Ligue Magnus
- Trophée Albert-Hassler
  - 2007 : Jonathan Zwikel

## Joueurs

### Anciens joueurs

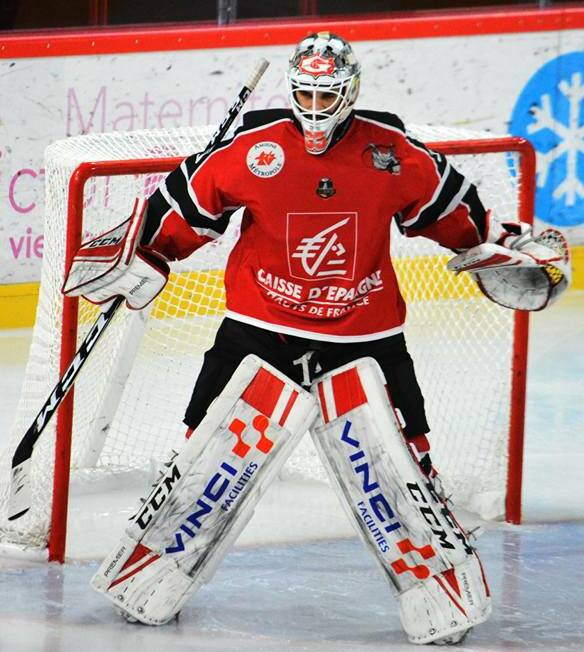
Henri-Corentin Buysse
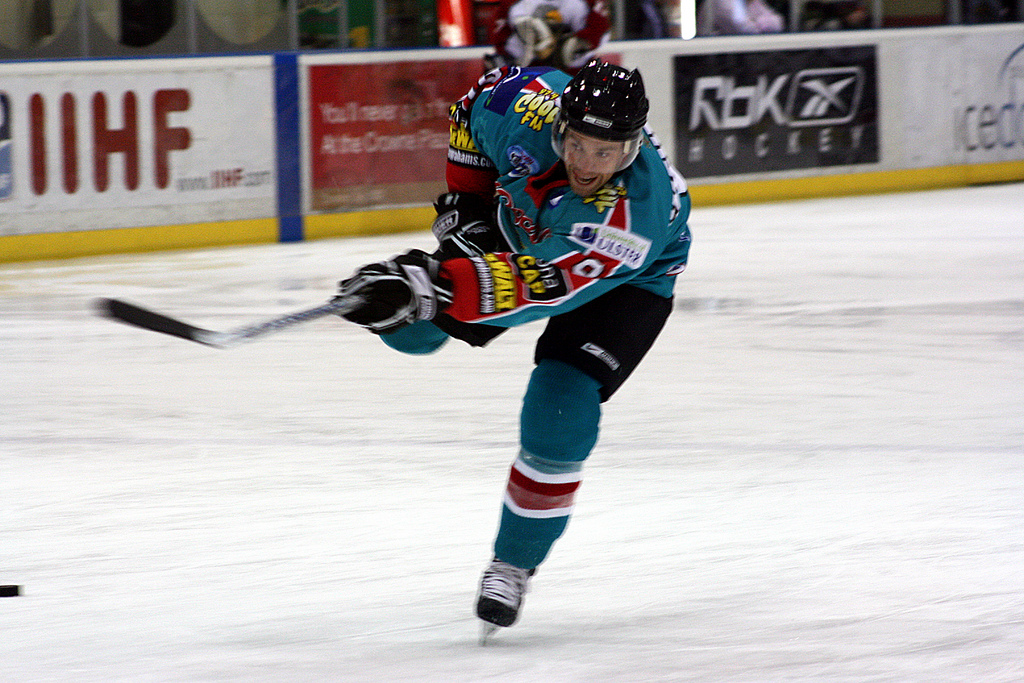
Evan Cheverie
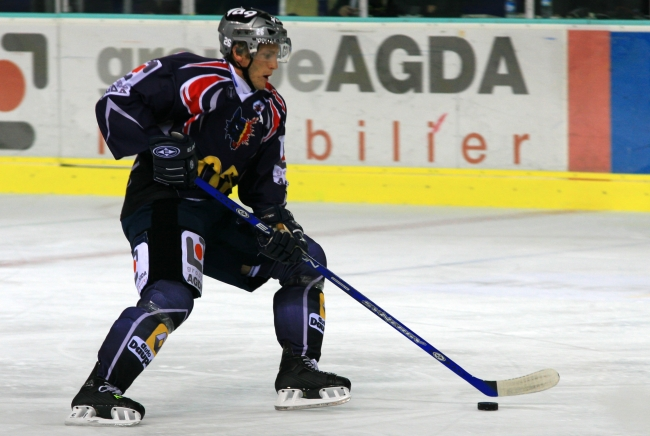
Johan Forsander
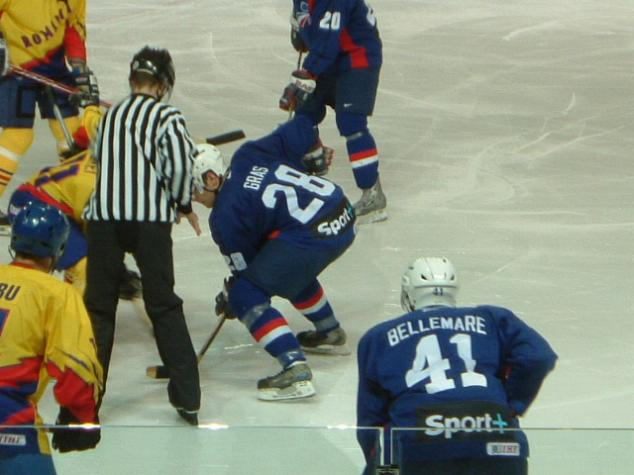
Laurent Gras
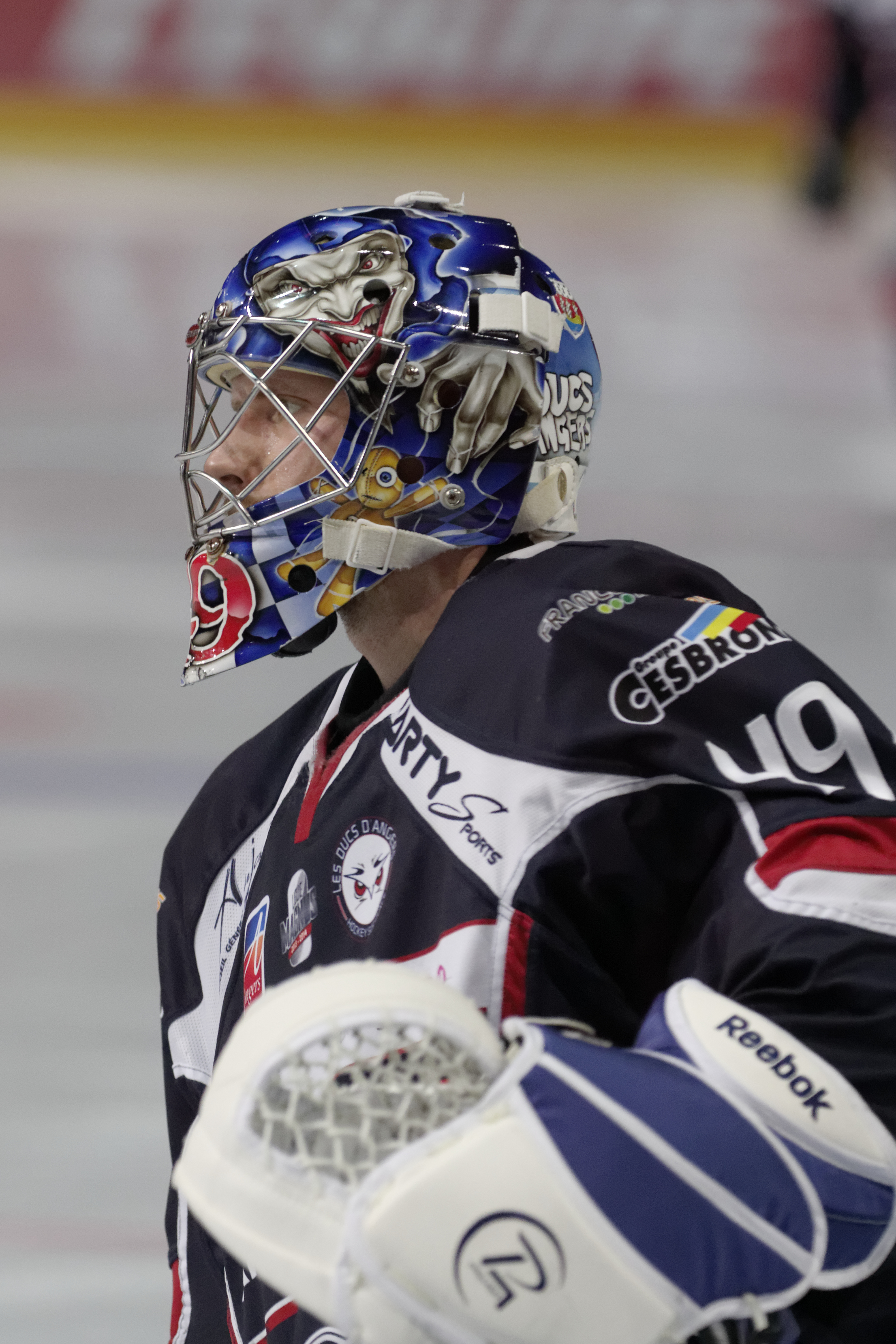
Florian Hardy
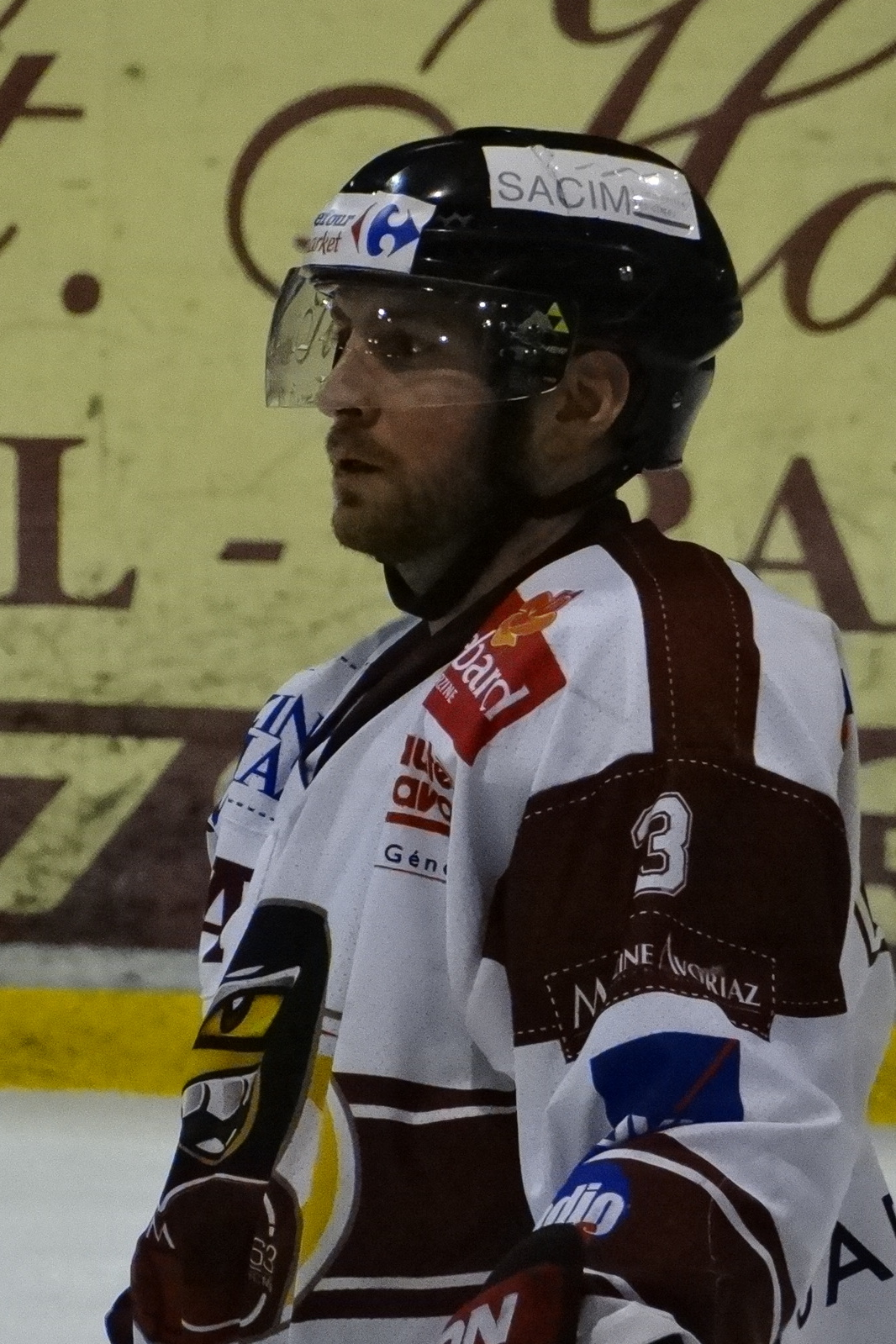
Konrad Reeder
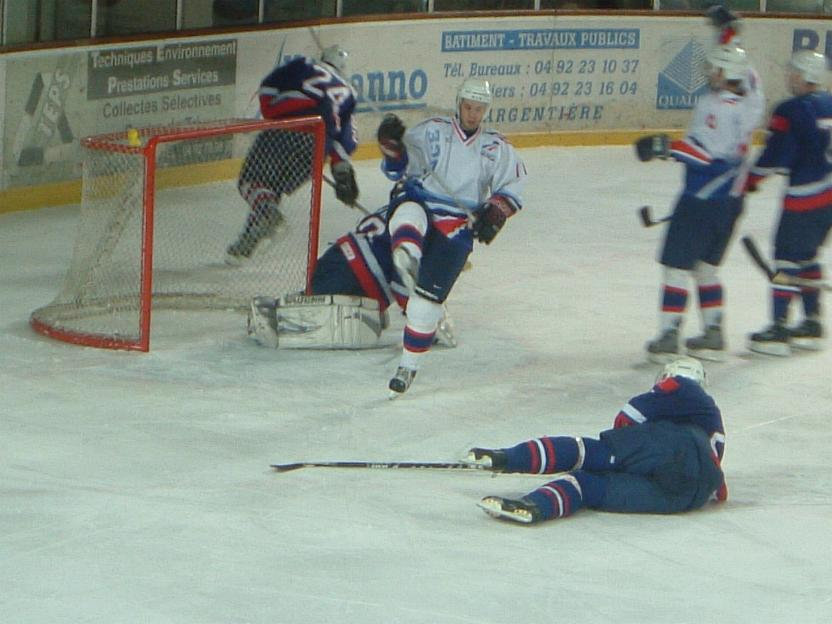
François Rozenthal
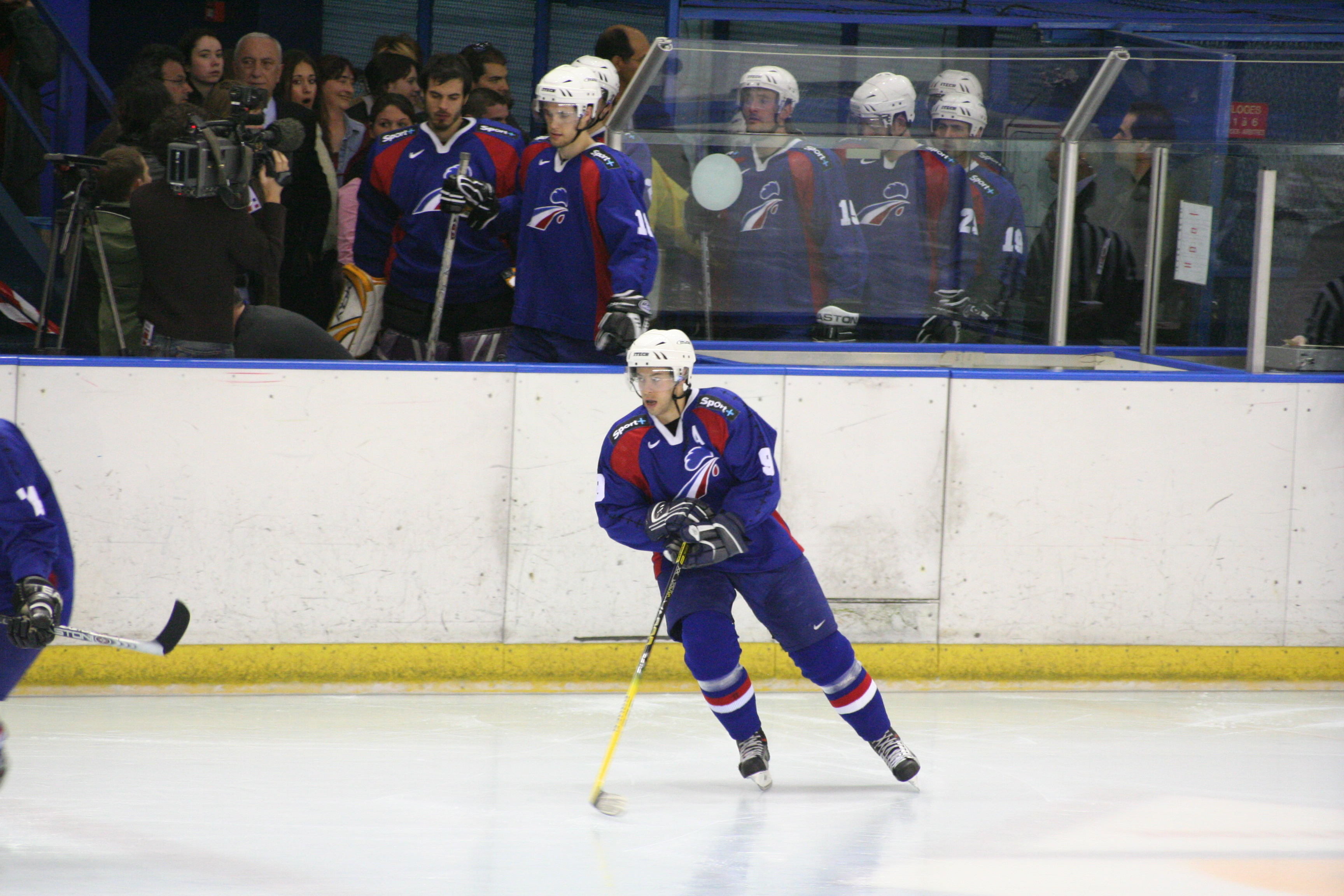
Maurice Rozenthal
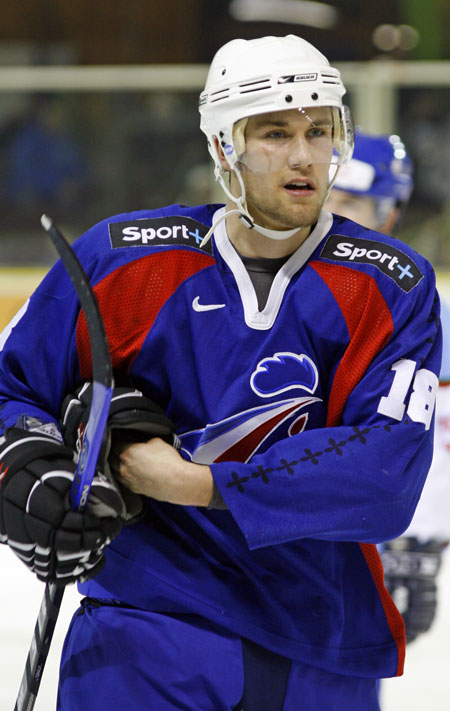
Luc Tardif Junior
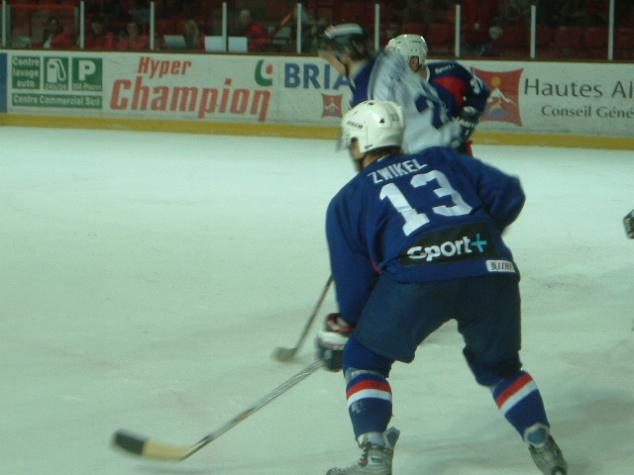
Jonathan Zwikel

### Effectif
| No    | Nom                  | Nat. | Position       | Arrivée                                 |
| ----- | -------------------- | ---- | -------------- | --------------------------------------- |
| +001, | Matiss Bouvet        |      | Gardien de but | Formé au club                           |
| +055, | Simon Zurawski       |      | Gardien de but | 2023 - Grästorps IK                     |
| +004, | Tavis Roch           |      | Défenseur      | 2023 - University of Alberta Augustana  |
| +018, | Tom Valentin-Lagarde |      | Défenseur      | 2021 - NEFPHL North 19U                 |
| +024, | Germain Premat       |      | Défenseur      | Formé au club                           |
| +041, | Alexis Dogemont      |      | Défenseur      | 2024 - Pionniers de Chamonix Mont-Blanc |
| +044, | Kamil Mingazov       |      | Défenseur      | 2023 - Debreceni Egyetem Atlétikai Club |
| +067, | Tom Combaz           |      | Défenseur      | 2023 - Annecy Hockey                    |
| +069, | Antonin Bernel       |      | Défenseur      | 2023 - Hockey Club 74                   |
| +008, | Paul Cerda – C       |      | Ailier         | 2022 - MHK Dubnica nad Váhom            |
| +012, | Thibault Delale – A  |      | Attaquant      | Formé au club                           |
| +016, | Bastien Zago         |      | Attaquant      | 2023 - Pionniers de Chamonix Mont-Blanc |
| +019, | Hugo Ferrari – A     |      | Attaquant      | 2023 - Ducs d'Angers                    |
| +025, | Jérémy Ares          |      | Ailier         | 2023 - Hockey Club Mont-Blanc           |
| +027, | Guilhem Perez        |      | Attaquant      | 2022 - Les Albatros de Brest            |
| +028, | Aleksei Zakarlyukin  |      | Ailier         | 2023 - Kazzinc-Torpedo Oust-Kamenogorsk |
| +038, | Blake Luscombe       |      | Ailier/Centre  | 2022 - Club des hockeyeurs roannais     |
| +061, | Maxim Zyuzyakin – A  |      | Ailier         | 2022 - HK Aqtóbe                        |
| +071, | Feliks Morozov       |      | Ailier         | 2022 - Hockey Club choletais            |
| +086, | Joan Cerda           |      | Attaquant      | 2023 - Meudon Hockey Club               |
| +087, | Valentin Motreff     |      | Attaquant      | 2023 - Les Albatros de Brest            |
| +088, | Charlie Simond       |      | Ailier         | 2024 - Pionniers de Chamonix Mont-Blanc |